# Dażup Dorżyjew
Dażup Dansaranowicz Dorżyjew (ros. Дажуп Дансаранович Доржиев, ur. 1901, zm. 1938) – radziecki i buriacki polityk, przewodniczący Rady Komisarzy Ludowych Buriacko-Mongolskiej ASRR (1929-1937), przewodniczący Centralnego Komitetu Wykonawczego Buriacko-Mongolskiej ASRR (1934).

## Życiorys
Od grudnia 1919 w ruchu partyzanckim w guberni irkuckiej, od 1920 w RKP(b), od 1921 instruktor powiatowego komitetu RKP(b) w guberni irkuckiej, w 1923 przewodniczący komitetu rewolucyjnego. Od 1924 sekretarz odpowiedzialny komitetu RKP(b)/WKP(b) w ajmaku w Buriacko-Mongolskiej ASRR, potem kierownik wydziału Buriacko-Mongolskiego Komitetu WKP(b) i ludowy komisarz rolnictwa Buriacko-Mongolskiej ASRR. Od 11 kwietnia 1929 do 1937 przewodniczący Rady Komisarzy Ludowych Buriacko-Mongolskiej ASRR, od stycznia do lipca p.o. przewodniczącego, a od lipca do grudnia 1934 przewodniczący Centralnego Komitetu Wykonawczego Buriacko-Mongolskiej ASRR. 31 stycznia 1936 odznaczony Orderem Lenina. W 1937 aresztowany, w 1938 rozstrzelany.